# کاپلیتسا (استان اشوی‌داشکسیه)
کاپلیتسا (به لهستانی: Kaplica) یک منطقهٔ مسکونی در لهستان است که در گمینا کونوو واقع شده‌است. کاپلیتسا ۰ نفر جمعیت دارد.